# 연기우
연기우(延基羽, ? ~ 1910년 또는 1914년)는 구한말과 일제강점기의 의병장이다. 경기도 삭령 출신.

## 생애
연기우의 출생과 생애에 대한 자세한 자료는 전해지지 않는다. 연기우는 일찍이 군문에 들어가 강화(江華) 진위대(鎭衛隊)에서 부교(副校)로 복무하였으며 '진사'로 불릴 정도의 학식도 있었다고 한다. 1907년 8월 일제의 책동으로 군대해산이 강행되자 통분하여 동료 지홍윤(池弘允)과 함께 제물포(濟物浦)에서 거의하였다. 일본 경찰은 연기우를 '신장 5척 4촌(약 163-164cm) 가량에 얼굴 왼쪽 관자놀이와 왼쪽 어깨에서 팔둑까지 화상을 입었고 상투를 틀고 수염은 적다'고 묘사하였다.

### 의병활동
동지 김동수(金東秀)가 전사하고 지홍윤이 서해(西海)로 진출한 후 홀로 부하 60여명을 거느리고 적성(積城), 삭령(朔寧), 철원(鐵原), 마전, 장단, 도산 등지로 진출하였다. 본래 군인 출신인데다가 지(智)와 용(勇)을 겸하여 싸우면 반드시 이겼으므로 적들이 감히 접근하지 못하였다. 또한 군율이 엄정하여 민폐를 끼치는 일이 없어 도처에서 민심을 얻었으므로 지방민의 비호로 적을 크게 무찔러 많은 전과를 올릴 수 있었다. 연기우는 공사를 분명히 가릴 줄 아는 인물이었다. 어느날 삭령 등지로 행군하는데 아들이 찾아와서 온 가족이 추위에 떨고 굶주리는 정황을 고하였으나 꾸짖고 조금도 돌보지 않았다. 그의 부하 중의 한사람이 몰래 아들에게 50원을 주었으나 그것을 안 연기우는 크게 노하며 "이것은 군수금(軍需金)이다. 누가 감히 사사로 쓸 수 있겠는가!" 하고 그 돈을 빼앗았다.

### 13도창의군
1907년 가을에 이인영(李麟榮)을 총대장으로 하는 13도 연합 의진이 서울로 진공을 감행하였을 때 연기우도 부하들을 거느리고 동대문 밖 30리 지점까지 진격하였다. 그러나 미리 약속한 다른 의병 부대가 도착하지 못하였고 또 기밀이 누설되어 적의 방비가 완비되었기 때문에 실패로 돌아갔다. 1908년 2월 이후 허위(許蔿)를 총대장으로 추대하고, 조수연(趙壽淵), 김규식(金奎植), 홍인관(洪仁觀), 이병채(李秉采), 장순원(張洵遠), 오수영(吳壽榮), 김연상(金演相) 등과 함께 적성(積城) 방면에서 활약하였다. 이들은 대외적으로 협력세력 규합을 위하여 경현수(慶賢秀)를 중국 혁명당에 밀파하고 그리고 전국적인 의병 연합 세력의 규합을 꾀하였다. 그러나 6월에 허위가 체포되고 10월에 교수형으로 순국하자 연합의진 계획은 또다시 수포로 돌아갔다.

### 3의진 활동
1908년 가을 이후 강기동(姜基東) 의진과 연합작전을 전개하였다. 11월 21일 2백여 명을 영솔하고 포천(抱川)군 송우(松隅) 등지에서 일본 헌병대와 장시간 교전 끝에 적 2명을 사살하고 잔병을 격퇴시켰다. 12월에는 부하 40여 명을 거느리고 강원도 철원군 동면을 지나갈 때 신내 주점(新內 酒店)에 일본헌병과 보조원 등 7명이 묵고 있음을 탐지하고 단신으로 그 주점에 갔다가 체포당하였다가 기다리던 부하들 17명이 주점을 공격하여 연기우를 구출하고 5명을 사살, 무기를 탈취하여 귀대하였다. 한 번은 강기동이 포천군 송우 등지에서 일 헌병과 교전하다가 왼쪽 다리에 적탄을 맞아 중상을 입었다는 정보를 접하고 부하 30명을 급파하여 강기동을 구호하였다. 한편 황해도와 경기도 일대에서 활약하던 이진룡(李鎭龍) 의진과도 긴밀한 협조 하에 일본군 연합부대를 공격하여 큰 전과를 올렸다. 따라서 황해도·경기도 일대의 의병진은 연기우를 중심으로 하여 이진용·강기동의 3의진이 교묘히 이합집산을 해가면서 활약하였다. 점차 일본군의 대처가 강화되자 이들은 부대를 소수 정예로 편성하여 1910년까지 게릴라전을 전개하였다. 그러한 가운데 연기우의 아우 연창수(延昌壽)가 체포되어 순국하였다.

### 한일합방 전후
한편 동양척식회사 설립 계획에 대하여 대한협회, 황성신문 등과 함께 적극 반대운동을 전개하였다. 1909년 8월 이후 철원,연천(漣川) 일대에서 활약하였다. 1910년 2월부터 일제가 의병소탕전에 총력을 기울이면서 삭령, 안협(安峽)으로 물러났고, 4월에는 장단(長湍)에서 크게 패하였다. 5월에 적에게 체포되었으나 탈주하였다.

## 사후
- 대한민국 정부는 고인의 공훈을 기리기 위하여 1962년 건국훈장 대통령장을 추서하였다.

## 일화
연기우는 방탄 요대(腰甲)를 차고 있었다고 한다. 우피(牛皮) 두겹에 굵고 넓은 쇠못으로 장치되고 길이는 6척 1촌 5푼이었으며, 넓이는 일척 7촌이었다. 거기에는 무수한 탄흔이 나 있었지만 탄환이 뚫을 수 없을 정도였다.

## 같이 보기
- 독립유공자로 대통령장을 수여받은 사람

## 참고 자료
- 연기우 : 독립유공자 공훈록 - 국가보훈처